# Windows Embedded 2009
Windows Embedded 2009 basiert auf Windows XP Professional Service Pack 3 und ist der Nachfolger von Windows XP Embedded. Die interne Versionsnummer lautet wie in Windows XP NT 5.1. Windows Embedded 2009 wurde am 9. Dezember 2008 veröffentlicht. Der Support lief für Windows Embedded Standard 2009 am 8. Januar 2019 und für Windows Embedded POSReady 2009 am 9. April 2019 ab. Damit war es das letzte XP-System, das noch offiziellen Support von Microsoft erhielt.

## Geschichte
Microsoft plante ursprünglich eine Embedded-Version von Windows Vista; diese wurde aber aus Zeitgründen wegen der Longhorn-Entwicklung und der hohen Hardwareanforderungen wieder verworfen. Daher entschied sich Microsoft, eine aktualisierte Version von Windows XP Embedded unter den Namen Windows Embedded 2009 zu veröffentlichen.

## Neuerungen
Neuerungen sind unter anderem Internet Explorer 7, Remote Desktop Protocol 6.1, Windows Media Player 11 und .NET Framework 3.5. Weitere neue Funktionen sind Kryptografiemodule, neue Sicherheitsfunktionen wie TLS 1.2 und die so genannte Black Hole Router Detection. Windows Embedded 2009 enthält zudem neue modulare Treiber. Ebenfalls enthält Windows Embedded 2009 ein neues Theme, das dem Royale Theme aus der XP Mediacenter Edition ähnlich sieht.

## Versionen

### Windows Embedded Standard 2009
Windows Embedded Standard 2009 ist die Standardversion von Windows Embedded 2009. Es enthält alle Standardkomponenten von Windows Embedded 2009. Es ist für den Gebrauch von Industriemaschinen und allgemeine Embedded-Systeme gedacht. Es besteht aus über 12.000 Komponenten.

### Windows Embedded POSReady 2009
Windows Embedded POSReady 2009 ist für Kassensysteme und Geldautomaten gedacht. Es gibt dort angepasstere Komponenten für Bezahlsysteme. POSReady steht hier für PointOfService Ready.